# Jack Hibberd
John Charles „Jack“ Hibberd AM (* 12. April 1940 in Warracknabeal, Yarriambiack Shire, Victoria; † 30. August 2024) war ein australischer Dramatiker und Autor.

## Biografie
Hibberd war mit der Schauspielerin Evelyn Krape verheiratet und hatte mit ihr zwei Kinder, Spike und Molly. Aus einer früheren Ehe stammen die Kinder Lily (* 1972) und James (* 1984). Hibbert war Mitbegründer der Australian Performing Group (APG). 1983 gründete er das Melbourne Writers Theatre.

## Werdegang
Sein erstes Stück White With Wire Wheels kam 1967 an der Universität Melbourne auf die Bühne. Kurz darauf, am 29. Juli 1967, war sein kurzes Stück Three Old Friends das erste, das im La Mama Theatre, in einer Besetzung mit Graeme Blundell, Bruce Knappet und David Kendall, uraufgeführt wurde. Hibberds bekannteste Theaterstücke sind Dimboola (1969) und A Stretch of the Imagination (1972). 1973 führte David Williamson Regie bei der Aufführung von Dimboola in der Pram Factory. 1979 wurde das Stück verfilmt. A Stretch of the Imagination wurde in England, den USA, Deutschland und China aufgeführt.
Das La Mama Theatre brachte zum 40. Jahrestag seines Bestehens drei Produktionen heraus: Three Old Friends, Just Before the Honeymoon und This Great Gap of Time. Die Premiere fand am 18. Juli 2007 unter der Regie von Matt Scholten statt. Dazu gab es zwei Produktionen von A Stretch of the Imagination. Bei der einen führte Laurence Strangio Regie (eine Neufassung mit zwei Darstellern), bei der anderen Greg Carroll. 2008 führte das La Mama Theatre Dimboola erneut auf.
2009 ging HIT Productions mit einer Wiederaufnahme von A Stretch of the Imagination auf eine 14-wöchige Tournee an 26 Veranstaltungsorte. Regie führte Denis Moore, die Hauptrolle spielte John Wood.

## Werke (Auswahl)

### Theaterstücke
- White With Wire Wheels (1967) in ISBN 0-14-048106-0
- Three Old Friends (1967)
- Brain Rot Series – short plays (among others):
  - Just Before the Honeymoon (1967)
  - One of Nature’s Gentlemen (1967)
  - O (1968)
  - This Great Gap of Time (1968)
- Dimboola (1969) ISBN 91-30-02507-9
- A Stretch of the Imagination (1972) ISBN 0-86937-019-7
- Captain Midnight V.C. (1973) – with music by Lorraine Milne ISBN 0-86805-020-2
- The Les Darcy Show (1974)
- A Toast to Melba (1976)
- One of Nature’s Gentlemen (1976)
- Mothballs (1981)
- Lavender Bags (1981)
- Peggy Sue, Or, The Power of Romance (1982) ISBN 0-86805-001-6
- Liquid Amber (1982)
- Squibs, (1984) – a collection of short plays (see Brain Rot) for schools ISBN 0-949780-05-7
- Duets (1989) – includes Glycerine Tears and The Old School Tie
- Slam Dunk (1996) ISBN 0-86819-483-2

### Romane
- Memoirs of an Old Bastard (1989) ISBN 0-86914-231-3
- The Life of Riley (1990) ISBN 1-86330-087-2
- Perdita (1992) ISBN 0-86914-239-9

### Gedichte
- Le vin des amants (1977) – after Charles Baudelaire ISBN 0-908131-02-X
- The Genius of Human Imperfection (1988) ISBN 1-876044-26-8
- Madrigals for a Misanthrope (2005) ISBN 1-876044-46-2

### Musiktheater
- The Overcoat (1976) – adaptation of Nikolai Gogol’s novel of that name, music by Martin Friedel The Overcoat / Sin at the National Library of Australia
- Sin, opera in 7 deadly acts & entracts (1978) – commissioned by the Victoria State Opera, music by Martin Friedel
- Smash hit! or a goggle-moggle for Kugel (1980) – a play with music by George Dreyfus at the Australian Music Centre
- Odyssey of a Prostitute (1984) – a singspiel adaptation of a Maupassant story, music by Martin Friedel.